# Karim, Salamiyah
Karim (tiếng Ả Rập: الكريم) là một ngôi làng Syria nằm ở phó huyện Salamiyah thuộc huyện Salamiyah, Hama. Theo Cục Thống kê Trung ương Syria (CBS), Karim có dân số 1239 trong cuộc điều tra dân số năm 2004.